# Dolophrades birmanus
Dolophrades birmanus är en skalbaggsart som beskrevs av Stefan von Breuning 1958. Dolophrades birmanus ingår i släktet Dolophrades och familjen långhorningar.
Artens utbredningsområde är Burma. Inga underarter finns listade i Catalogue of Life.